# Volta Ciclista a Catalunya 2021
Volta Ciclista a Catalunya 2021 – 100. edycja wyścigu kolarskiego Volta Ciclista a Catalunya, która odbyła się w dniach od 22 do 28 marca 2021 na liczącej ponad 1094 kilometry trasie składającej się z 7 etapów, biegnącej z Calelli do Barcelony. Impreza kategorii 2.UWT była częścią UCI World Tour 2021.

## Etapy
| Etap | Data   | Start – Meta                              | type                       | Dystans (km) | Suma wzniesień (m) | Zwycięzca etapu | Lider        |
| ---- | ------ | ----------------------------------------- | -------------------------- | ------------ | ------------------ | --------------- | ------------ |
| 1    | 22 mar | Calella – Calella                         | górzysty                   | 178,4        | 2813 m             | Andreas Kron    | Andreas Kron |
| 2    | 23 mar | Banyoles – Banyoles                       | jazda indywidualna na czas | 18,5         | 198 m              | Rohan Dennis    | João Almeida |
| 3    | 24 mar | Canal Olímpic de Catalunya – Vallter 2000 | górski                     | 203,1        | 3753 m             | Adam Yates      | Adam Yates   |
| 4    | 25 mar | Ripoll – Port Ainé                        | górski                     | 166,5        | 3980 m             | Esteban Chaves  | Adam Yates   |
| 5    | 26 mar | La Pobla de Segur – Manresa               | górzysty                   | 201,1        | 2952 m             | Lennard Kämna   | Adam Yates   |
| 6    | 27 mar | Tarragona – Mataró                        | pagórkowaty                | 193,8        | 2656 m             | Peter Sagan     | Adam Yates   |
| 7    | 28 mar | Barcelona – Barcelona                     | górzysty                   | 133          | 2331 m             | Thomas De Gendt | Adam Yates   |

## Uczestnicy

### Drużyny
| WorldTeams (19)- AG2R Citroën Team - Astana-Premier Tech - Bahrain Victorious - Bora-Hansgrohe - Cofidis - Deceuninck-Quick Step - EF Education-Nippo - Groupama-FDJ - Ineos Grenadiers - Intermarché-Wanty-Gobert Matériaux - Israel Start-Up Nation - Jumbo-Visma - Lotto Soudal - Movistar Team - Team BikeExchange - Team DSM - Qhubeka Assos - Trek-Segafredo - UAE Team Emirates ProTeams (5)- Equipo Kern Pharma - Arkéa-Samsic - Gazprom-RusVelo - Euskaltel-Euskadi - Rally Cycling |
| |

### Lista startowa
| Movistar Team MOV | Movistar Team MOV        | Movistar Team MOV |
| ----------------- | ------------------------ | ----------------- |
| Nr                | Kolarz                   | Miejsce           |
| 1                 | Alejandro Valverde (ESP) | 4.                |
| 2                 | Enric Mas (ESP)          | 19.               |
| 3                 | Dario Cataldo (ITA)      | 100.              |
| 4                 | Carlos Verona (ESP)      | 41.               |
| 5                 | Sergio Samitier (ESP)    | 87.               |
| 6                 | Antonio Pedrero (ESP)    | 68.               |
| 7                 | Marc Soler (ESP)         | 76.               |

| Jumbo-Visma TJV | Jumbo-Visma TJV              | Jumbo-Visma TJV |
| --------------- | ---------------------------- | --------------- |
| Nr              | Kolarz                       | Miejsce         |
| 11              | George Bennett (NZL) (szosa) | DNS-4           |
| 12              | Sepp Kuss (USA)              | 12.             |
| 13              | Steven Kruijswijk (NED)      | 22.             |
| 14              | Robert Gesink (NED)          | 43.             |
| 15              | Koen Bouwman (NED)           | 74.             |
| 16              | Antwan Tolhoek (NED)         | 37.             |
| 17              | Chris Harper (AUS)           | 60.             |

| Deceuninck-Quick Step DQT | Deceuninck-Quick Step DQT | Deceuninck-Quick Step DQT |
| ------------------------- | ------------------------- | ------------------------- |
| Nr                        | Kolarz                    | Miejsce                   |
| 21                        | João Almeida (POR)        | 7.                        |
| 22                        | Fausto Masnada (ITA)      | 15.                       |
| 23                        | Josef Černý (CZE)         | 117.                      |
| 24                        | James Knox (GBR)          | 34.                       |
| 25                        | Dries Devenyns (BEL)      | 64.                       |
| 26                        | Pieter Serry (BEL)        | DNF-1                     |
| 27                        | Rémi Cavagna (FRA) (ITT)  | 89.                       |

| UAE Team Emirates UAD | UAE Team Emirates UAD       | UAE Team Emirates UAD |
| --------------------- | --------------------------- | --------------------- |
| Nr                    | Kolarz                      | Miejsce               |
| 31                    | Rui Costa (POR) (szosa)     | DNF-1                 |
| 32                    | Brandon McNulty (USA)       | 13.                   |
| 33                    | Marc Hirschi (SUI)          | 49.                   |
| 34                    | Juan Sebastián Molano (COL) | 127.                  |
| 35                    | Joe Dombrowski (USA)        | 47.                   |
| 36                    | Andrés Camilo Ardila (COL)  | 67.                   |
| 37                    | David de la Cruz (ESP)      | 29.                   |

| Ineos Grenadiers IGD | Ineos Grenadiers IGD       | Ineos Grenadiers IGD |
| -------------------- | -------------------------- | -------------------- |
| Nr                   | Kolarz                     | Miejsce              |
| 41                   | Richie Porte (AUS)         | 2.                   |
| 42                   | Richard Carapaz (ECU)      | 21.                  |
| 43                   | Adam Yates (GBR)           | 1.                   |
| 44                   | Geraint Thomas (GBR)       | 3.                   |
| 45                   | Rohan Dennis (AUS)         | 46.                  |
| 46                   | Jonathan Castroviejo (ESP) | 91.                  |
| 47                   | Luke Rowe (GBR)            | DNF-7                |

| Team DSM DSM | Team DSM DSM          | Team DSM DSM |
| ------------ | --------------------- | ------------ |
| Nr           | Kolarz                | Miejsce      |
| 51           | Jai Hindley (AUS)     | DNS-4        |
| 52           | Michael Storer (AUS)  | 57.          |
| 53           | Chad Haga (USA)       | 88.          |
| 54           | Chris Hamilton (AUS)  | 42.          |
| 55           | Max Kanter (GER)      | 128.         |
| 56           | Nicolas Roche (IRL)   | DNS-2        |
| 57           | Thymen Arensman (NED) | 101.         |

| Bora-Hansgrohe BOH | Bora-Hansgrohe BOH     | Bora-Hansgrohe BOH |
| ------------------ | ---------------------- | ------------------ |
| Nr                 | Kolarz                 | Miejsce            |
| 61                 | Peter Sagan (SVK)      | 126.               |
| 62                 | Wilco Kelderman (NED)  | 5.                 |
| 63                 | Lennard Kämna (GER)    | 31.                |
| 64                 | Jordi Meeus (BEL)      | DNS-7              |
| 65                 | Ide Schelling (NED)    | 93.                |
| 66                 | Ben Zwiehoff (GER)     | 35.                |
| 67                 | Frederik Wandahl (DEN) | 131.               |

| Astana-Premier Tech APT | Astana-Premier Tech APT         | Astana-Premier Tech APT |
| ----------------------- | ------------------------------- | ----------------------- |
| Nr                      | Kolarz                          | Miejsce                 |
| 71                      | Óscar Rodríguez (ESP)           | 24.                     |
| 72                      | Luis León Sánchez (ESP) (szosa) | 27.                     |
| 73                      | Wadim Pronski (KAZ)             | 114.                    |
| 74                      | Jonas Gregaard (DEN)            | 65.                     |
| 75                      | Harold Tejada (COL)             | 51.                     |
| 76                      | Stefan de Bod (RSA)             | 54.                     |
| 77                      | Merhawi Kudus (ERI)             | 62.                     |

| Trek-Segafredo TFS | Trek-Segafredo TFS       | Trek-Segafredo TFS |
| ------------------ | ------------------------ | ------------------ |
| Nr                 | Kolarz                   | Miejsce            |
| 81                 | Gianluca Brambilla (ITA) | 56.                |
| 82                 | Kenny Elissonde (FRA)    | DNF-4              |
| 83                 | Juan Pedro López (ESP)   | 58.                |
| 84                 | Giulio Ciccone (ITA)     | DNF-6              |
| 85                 | Michel Ries (LUX)        | 63.                |
| 86                 | Alexander Kamp (DEN)     | 95.                |
| 87                 | Mattias Skjelmose (DEN)  | 83.                |

| Groupama-FDJ GFC | Groupama-FDJ GFC            | Groupama-FDJ GFC |
| ---------------- | --------------------------- | ---------------- |
| Nr               | Kolarz                      | Miejsce          |
| 91               | Attila Valter (HUN)         | 38.              |
| 92               | Matteo Badilatti (SUI)      | 32.              |
| 93               | Sébastien Reichenbach (SUI) | 26.              |
| 94               | Antoine Duchesne (CAN)      | 119.             |
| 95               | Matthieu Ladagnous (FRA)    | 109.             |
| 96               | Simon Guglielmi (FRA)       | 125.             |
| 97               | William Bonnet (FRA)        | DNF-7            |

| EF Education-Nippo EFN | EF Education-Nippo EFN         | EF Education-Nippo EFN |
| ---------------------- | ------------------------------ | ---------------------- |
| Nr                     | Kolarz                         | Miejsce                |
| 101                    | Ruben Guerreiro (POR)          | 23.                    |
| 102                    | Rigoberto Urán (COL)           | 52.                    |
| 103                    | Hugh Carthy (GBR)              | 8.                     |
| 104                    | Jonathan Caicedo (ECU) (szosa) | 48.                    |
| 105                    | Diego Camargo (COL)            | 113.                   |
| 106                    | Tejay van Garderen (USA)       | 70.                    |
| 107                    | Michael Valgren (DEN)          | 72.                    |

| BikeExchange BEX | BikeExchange BEX       | BikeExchange BEX |
| ---------------- | ---------------------- | ---------------- |
| Nr               | Kolarz                 | Miejsce          |
| 111              | Simon Yates (GBR)      | 9.               |
| 112              | Esteban Chaves (COL)   | 6.               |
| 113              | Tanel Kangert (EST)    | 33.              |
| 114              | Lucas Hamilton (AUS)   | 10.              |
| 115              | Dion Smith (NZL)       | 53.              |
| 116              | Brent Bookwalter (USA) | 92.              |
| 117              | Callum Scotson (AUS)   | 39.              |

| Bahrain Victorious TBV | Bahrain Victorious TBV    | Bahrain Victorious TBV |
| ---------------------- | ------------------------- | ---------------------- |
| Nr                     | Kolarz                    | Miejsce                |
| 121                    | Wout Poels (NED)          | 79.                    |
| 122                    | Hermann Pernsteiner (AUT) | 45.                    |
| 123                    | Santiago Buitrago (COL)   | 18.                    |
| 124                    | Matej Mohorič (SLO)       | 50.                    |
| 126                    | Domen Novak (SLO)         | DNS-4                  |
| 127                    | Stephen Williams (GBR)    | 97.                    |

| AG2R Citroën Team ACT | AG2R Citroën Team ACT     | AG2R Citroën Team ACT |
| --------------------- | ------------------------- | --------------------- |
| Nr                    | Kolarz                    | Miejsce               |
| 131                   | Clément Venturini (FRA)   | 85.                   |
| 132                   | Clément Champoussin (FRA) | 44.                   |
| 133                   | Bob Jungels (LUX)         | 59.                   |
| 134                   | Jaakko Hänninen (FIN)     | 80.                   |
| 135                   | Ben Gastauer (LUX)        | 75.                   |
| 136                   | Tony Gallopin (FRA)       | DNF-3                 |
| 137                   | François Bidard (FRA)     | 77.                   |

| Lotto-Soudal LTS | Lotto-Soudal LTS        | Lotto-Soudal LTS |
| ---------------- | ----------------------- | ---------------- |
| Nr               | Kolarz                  | Miejsce          |
| 141              | Andreas Kron (DEN)      | DNF-4            |
| 142              | Thomas De Gendt (BEL)   | 66.              |
| 143              | Harm Vanhoucke (BEL)    | 16.              |
| 144              | Maxim Van Gils (BEL)    | 55.              |
| 145              | Steff Cras (BEL)        | DNS-7            |
| 146              | Sylvain Moniquet (BEL)  | DNS-7            |
| 147              | Tomasz Marczyński (POL) | 111.             |

| Cofidis COF | Cofidis COF                   | Cofidis COF |
| ----------- | ----------------------------- | ----------- |
| Nr          | Kolarz                        | Miejsce     |
| 151         | Rubén Fernández (ESP)         | DNS-6       |
| 152         | Nicolas Edet (FRA)            | 20.         |
| 153         | Rémy Rochas (FRA)             | 96.         |
| 154         | José Herrada (ESP)            | DNS-6       |
| 155         | Thomas Champion (FRA)         | 102.        |
| 156         | Fernando Barceló (ESP)        | 99.         |
| 157         | Natnael Berhane (ERI) (szosa) | 104.        |

| Intermarché-Wanty-Gobert Matériaux IWG | Intermarché-Wanty-Gobert Matériaux IWG | Intermarché-Wanty-Gobert Matériaux IWG |
| -------------------------------------- | -------------------------------------- | -------------------------------------- |
| Nr                                     | Kolarz                                 | Miejsce                                |
| 161                                    | Louis Meintjes (RSA)                   | DNF-7                                  |
| 162                                    | Jan Bakelants (BEL)                    | DNS-2                                  |
| 163                                    | Jan Hirt (CZE)                         | 82.                                    |
| 164                                    | Rein Taaramäe (EST)                    | 84.                                    |
| 165                                    | Simone Petilli (ITA)                   | 28.                                    |
| 166                                    | Alexander Evans (AUS)                  | DNF-4                                  |
| 167                                    | Jeremy Bellicaud (FRA)                 | DNF-7                                  |

| Qhubeka Assos TQA | Qhubeka Assos TQA                 | Qhubeka Assos TQA |
| ----------------- | --------------------------------- | ----------------- |
| Nr                | Kolarz                            | Miejsce           |
| 171               | Robert Power (AUS)                | DNF-7             |
| 172               | Kilian Frankiny (SUI)             | 73.               |
| 173               | Sander Armée (BEL)                | 116.              |
| 174               | Reinardt Janse van Rensburg (RSA) | 112.              |
| 175               | Connor Brown (NZL)                | 121.              |
| 176               | Karel Vacek (CZE)                 | DNF-4             |
| 177               | Sean Bennett (USA)                | 90.               |

| Israel Start-Up Nation ISN | Israel Start-Up Nation ISN   | Israel Start-Up Nation ISN |
| -------------------------- | ---------------------------- | -------------------------- |
| Nr                         | Kolarz                       | Miejsce                    |
| 181                        | Chris Froome (GBR)           | 81.                        |
| 182                        | Daniel Martin (IRL)          | 25.                        |
| 183                        | Michael Woods (CAN)          | 11.                        |
| 184                        | Daryl Impey (RSA)            | 69.                        |
| 185                        | Alexander Cataford (CAN)     | DNF-7                      |
| 186                        | Omer Goldstein (ISR) (szosa) | 108.                       |
| 187                        | Reto Hollenstein (SUI)       | 98.                        |

| Arkéa-Samsic ARK | Arkéa-Samsic ARK        | Arkéa-Samsic ARK |
| ---------------- | ----------------------- | ---------------- |
| Nr               | Kolarz                  | Miejsce          |
| 201              | Nairo Quintana (COL)    | 14.              |
| 202              | Anthony Delaplace (FRA) | 40.              |
| 203              | Łukasz Owsian (POL)     | 94.              |
| 204              | Matis Louvel (FRA)      | 120.             |
| 205              | Laurent Pichon (FRA)    | 86.              |
| 206              | Élie Gesbert (FRA)      | 30.              |
| 207              | Alan Riou (FRA)         | 130.             |

| Gazprom-RusVelo GAZ | Gazprom-RusVelo GAZ       | Gazprom-RusVelo GAZ |
| ------------------- | ------------------------- | ------------------- |
| Nr                  | Kolarz                    | Miejsce             |
| 211                 | Ilnur Zakarin (RUS)       | DNS-4               |
| 212                 | Siergiej Czerniecki (RUS) | 106.                |
| 213                 | Pawieł Koczetkow (RUS)    | 107.                |
| 214                 | Roman Kreuziger (CZE)     | 78.                 |
| 215                 | Artiom Nycz (RUS)         | 105.                |
| 216                 | Dmitrij Strachow (RUS)    | 71.                 |
| 217                 | Dienis Niekrasow (RUS)    | DNF-5               |

| Rally Cycling RLY | Rally Cycling RLY       | Rally Cycling RLY |
| ----------------- | ----------------------- | ----------------- |
| Nr                | Kolarz                  | Miejsce           |
| 221               | Joseph Rosskopf (USA)   | 115.              |
| 222               | Gavin Mannion (USA)     | 118.              |
| 223               | Colin Joyce (USA)       | 124.              |
| 224               | Ben King (USA)          | 123.              |
| 225               | Nickolas Zukowsky (CAN) | DNF-7             |
| 226               | Nathan Brown (USA)      | DNF-6             |
| 227               | Rob Britton (CAN)       | 103.              |

| Equipo Kern Pharma EKP | Equipo Kern Pharma EKP     | Equipo Kern Pharma EKP |
| ---------------------- | -------------------------- | ---------------------- |
| Nr                     | Kolarz                     | Miejsce                |
| 231                    | Martí Márquez (ESP)        | DNS-5                  |
| 232                    | Jaime Castrillo (ESP)      | DNS-5                  |
| 233                    | Francisco Galván (ESP)     | DNS-5                  |
| 234                    | Urko Berrade (ESP)         | DNS-5                  |
| 235                    | Sawwa Nowikow (RUS)        | DNS-5                  |
| 236                    | Daniel Méndez Noreña (COL) | DNS-5                  |
| 237                    | Roger Adrià (ESP)          | DNS-5                  |

| Euskaltel-Euskadi EUS | Euskaltel-Euskadi EUS    | Euskaltel-Euskadi EUS |
| --------------------- | ------------------------ | --------------------- |
| Nr                    | Kolarz                   | Miejsce               |
| 241                   | Luis Ángel Maté (ESP)    | 36.                   |
| 242                   | Antonio Jesús Soto (ESP) | 122.                  |
| 243                   | Mikel Bizkarra (ESP)     | 17.                   |
| 244                   | Juan José Lobato (ESP)   | 129.                  |
| 245                   | Joan Bou (ESP)           | DNF-7                 |
| 246                   | Mikel Iturria (ESP)      | 110.                  |
| 247                   | Gotzon Martín (ESP)      | 61.                   |

| Movistar Team MOV | Movistar Team MOV        | Movistar Team MOV |
| ----------------- | ------------------------ | ----------------- |
| Nr                | Kolarz                   | Miejsce           |
| 1                 | Alejandro Valverde (ESP) | 4.                |
| 2                 | Enric Mas (ESP)          | 19.               |
| 3                 | Dario Cataldo (ITA)      | 100.              |
| 4                 | Carlos Verona (ESP)      | 41.               |
| 5                 | Sergio Samitier (ESP)    | 87.               |
| 6                 | Antonio Pedrero (ESP)    | 68.               |
| 7                 | Marc Soler (ESP)         | 76.               |

| Jumbo-Visma TJV | Jumbo-Visma TJV              | Jumbo-Visma TJV |
| --------------- | ---------------------------- | --------------- |
| Nr              | Kolarz                       | Miejsce         |
| 11              | George Bennett (NZL) (szosa) | DNS-4           |
| 12              | Sepp Kuss (USA)              | 12.             |
| 13              | Steven Kruijswijk (NED)      | 22.             |
| 14              | Robert Gesink (NED)          | 43.             |
| 15              | Koen Bouwman (NED)           | 74.             |
| 16              | Antwan Tolhoek (NED)         | 37.             |
| 17              | Chris Harper (AUS)           | 60.             |

| Deceuninck-Quick Step DQT | Deceuninck-Quick Step DQT | Deceuninck-Quick Step DQT |
| ------------------------- | ------------------------- | ------------------------- |
| Nr                        | Kolarz                    | Miejsce                   |
| 21                        | João Almeida (POR)        | 7.                        |
| 22                        | Fausto Masnada (ITA)      | 15.                       |
| 23                        | Josef Černý (CZE)         | 117.                      |
| 24                        | James Knox (GBR)          | 34.                       |
| 25                        | Dries Devenyns (BEL)      | 64.                       |
| 26                        | Pieter Serry (BEL)        | DNF-1                     |
| 27                        | Rémi Cavagna (FRA) (ITT)  | 89.                       |

| UAE Team Emirates UAD | UAE Team Emirates UAD       | UAE Team Emirates UAD |
| --------------------- | --------------------------- | --------------------- |
| Nr                    | Kolarz                      | Miejsce               |
| 31                    | Rui Costa (POR) (szosa)     | DNF-1                 |
| 32                    | Brandon McNulty (USA)       | 13.                   |
| 33                    | Marc Hirschi (SUI)          | 49.                   |
| 34                    | Juan Sebastián Molano (COL) | 127.                  |
| 35                    | Joe Dombrowski (USA)        | 47.                   |
| 36                    | Andrés Camilo Ardila (COL)  | 67.                   |
| 37                    | David de la Cruz (ESP)      | 29.                   |

| Ineos Grenadiers IGD | Ineos Grenadiers IGD       | Ineos Grenadiers IGD |
| -------------------- | -------------------------- | -------------------- |
| Nr                   | Kolarz                     | Miejsce              |
| 41                   | Richie Porte (AUS)         | 2.                   |
| 42                   | Richard Carapaz (ECU)      | 21.                  |
| 43                   | Adam Yates (GBR)           | 1.                   |
| 44                   | Geraint Thomas (GBR)       | 3.                   |
| 45                   | Rohan Dennis (AUS)         | 46.                  |
| 46                   | Jonathan Castroviejo (ESP) | 91.                  |
| 47                   | Luke Rowe (GBR)            | DNF-7                |

| Team DSM DSM | Team DSM DSM          | Team DSM DSM |
| ------------ | --------------------- | ------------ |
| Nr           | Kolarz                | Miejsce      |
| 51           | Jai Hindley (AUS)     | DNS-4        |
| 52           | Michael Storer (AUS)  | 57.          |
| 53           | Chad Haga (USA)       | 88.          |
| 54           | Chris Hamilton (AUS)  | 42.          |
| 55           | Max Kanter (GER)      | 128.         |
| 56           | Nicolas Roche (IRL)   | DNS-2        |
| 57           | Thymen Arensman (NED) | 101.         |

| Bora-Hansgrohe BOH | Bora-Hansgrohe BOH     | Bora-Hansgrohe BOH |
| ------------------ | ---------------------- | ------------------ |
| Nr                 | Kolarz                 | Miejsce            |
| 61                 | Peter Sagan (SVK)      | 126.               |
| 62                 | Wilco Kelderman (NED)  | 5.                 |
| 63                 | Lennard Kämna (GER)    | 31.                |
| 64                 | Jordi Meeus (BEL)      | DNS-7              |
| 65                 | Ide Schelling (NED)    | 93.                |
| 66                 | Ben Zwiehoff (GER)     | 35.                |
| 67                 | Frederik Wandahl (DEN) | 131.               |

| Astana-Premier Tech APT | Astana-Premier Tech APT         | Astana-Premier Tech APT |
| ----------------------- | ------------------------------- | ----------------------- |
| Nr                      | Kolarz                          | Miejsce                 |
| 71                      | Óscar Rodríguez (ESP)           | 24.                     |
| 72                      | Luis León Sánchez (ESP) (szosa) | 27.                     |
| 73                      | Wadim Pronski (KAZ)             | 114.                    |
| 74                      | Jonas Gregaard (DEN)            | 65.                     |
| 75                      | Harold Tejada (COL)             | 51.                     |
| 76                      | Stefan de Bod (RSA)             | 54.                     |
| 77                      | Merhawi Kudus (ERI)             | 62.                     |

| Trek-Segafredo TFS | Trek-Segafredo TFS       | Trek-Segafredo TFS |
| ------------------ | ------------------------ | ------------------ |
| Nr                 | Kolarz                   | Miejsce            |
| 81                 | Gianluca Brambilla (ITA) | 56.                |
| 82                 | Kenny Elissonde (FRA)    | DNF-4              |
| 83                 | Juan Pedro López (ESP)   | 58.                |
| 84                 | Giulio Ciccone (ITA)     | DNF-6              |
| 85                 | Michel Ries (LUX)        | 63.                |
| 86                 | Alexander Kamp (DEN)     | 95.                |
| 87                 | Mattias Skjelmose (DEN)  | 83.                |

| Groupama-FDJ GFC | Groupama-FDJ GFC            | Groupama-FDJ GFC |
| ---------------- | --------------------------- | ---------------- |
| Nr               | Kolarz                      | Miejsce          |
| 91               | Attila Valter (HUN)         | 38.              |
| 92               | Matteo Badilatti (SUI)      | 32.              |
| 93               | Sébastien Reichenbach (SUI) | 26.              |
| 94               | Antoine Duchesne (CAN)      | 119.             |
| 95               | Matthieu Ladagnous (FRA)    | 109.             |
| 96               | Simon Guglielmi (FRA)       | 125.             |
| 97               | William Bonnet (FRA)        | DNF-7            |

| EF Education-Nippo EFN | EF Education-Nippo EFN         | EF Education-Nippo EFN |
| ---------------------- | ------------------------------ | ---------------------- |
| Nr                     | Kolarz                         | Miejsce                |
| 101                    | Ruben Guerreiro (POR)          | 23.                    |
| 102                    | Rigoberto Urán (COL)           | 52.                    |
| 103                    | Hugh Carthy (GBR)              | 8.                     |
| 104                    | Jonathan Caicedo (ECU) (szosa) | 48.                    |
| 105                    | Diego Camargo (COL)            | 113.                   |
| 106                    | Tejay van Garderen (USA)       | 70.                    |
| 107                    | Michael Valgren (DEN)          | 72.                    |

| BikeExchange BEX | BikeExchange BEX       | BikeExchange BEX |
| ---------------- | ---------------------- | ---------------- |
| Nr               | Kolarz                 | Miejsce          |
| 111              | Simon Yates (GBR)      | 9.               |
| 112              | Esteban Chaves (COL)   | 6.               |
| 113              | Tanel Kangert (EST)    | 33.              |
| 114              | Lucas Hamilton (AUS)   | 10.              |
| 115              | Dion Smith (NZL)       | 53.              |
| 116              | Brent Bookwalter (USA) | 92.              |
| 117              | Callum Scotson (AUS)   | 39.              |

| Bahrain Victorious TBV | Bahrain Victorious TBV    | Bahrain Victorious TBV |
| ---------------------- | ------------------------- | ---------------------- |
| Nr                     | Kolarz                    | Miejsce                |
| 121                    | Wout Poels (NED)          | 79.                    |
| 122                    | Hermann Pernsteiner (AUT) | 45.                    |
| 123                    | Santiago Buitrago (COL)   | 18.                    |
| 124                    | Matej Mohorič (SLO)       | 50.                    |
| 126                    | Domen Novak (SLO)         | DNS-4                  |
| 127                    | Stephen Williams (GBR)    | 97.                    |

| AG2R Citroën Team ACT | AG2R Citroën Team ACT     | AG2R Citroën Team ACT |
| --------------------- | ------------------------- | --------------------- |
| Nr                    | Kolarz                    | Miejsce               |
| 131                   | Clément Venturini (FRA)   | 85.                   |
| 132                   | Clément Champoussin (FRA) | 44.                   |
| 133                   | Bob Jungels (LUX)         | 59.                   |
| 134                   | Jaakko Hänninen (FIN)     | 80.                   |
| 135                   | Ben Gastauer (LUX)        | 75.                   |
| 136                   | Tony Gallopin (FRA)       | DNF-3                 |
| 137                   | François Bidard (FRA)     | 77.                   |

| Lotto-Soudal LTS | Lotto-Soudal LTS        | Lotto-Soudal LTS |
| ---------------- | ----------------------- | ---------------- |
| Nr               | Kolarz                  | Miejsce          |
| 141              | Andreas Kron (DEN)      | DNF-4            |
| 142              | Thomas De Gendt (BEL)   | 66.              |
| 143              | Harm Vanhoucke (BEL)    | 16.              |
| 144              | Maxim Van Gils (BEL)    | 55.              |
| 145              | Steff Cras (BEL)        | DNS-7            |
| 146              | Sylvain Moniquet (BEL)  | DNS-7            |
| 147              | Tomasz Marczyński (POL) | 111.             |

| Cofidis COF | Cofidis COF                   | Cofidis COF |
| ----------- | ----------------------------- | ----------- |
| Nr          | Kolarz                        | Miejsce     |
| 151         | Rubén Fernández (ESP)         | DNS-6       |
| 152         | Nicolas Edet (FRA)            | 20.         |
| 153         | Rémy Rochas (FRA)             | 96.         |
| 154         | José Herrada (ESP)            | DNS-6       |
| 155         | Thomas Champion (FRA)         | 102.        |
| 156         | Fernando Barceló (ESP)        | 99.         |
| 157         | Natnael Berhane (ERI) (szosa) | 104.        |

| Intermarché-Wanty-Gobert Matériaux IWG | Intermarché-Wanty-Gobert Matériaux IWG | Intermarché-Wanty-Gobert Matériaux IWG |
| -------------------------------------- | -------------------------------------- | -------------------------------------- |
| Nr                                     | Kolarz                                 | Miejsce                                |
| 161                                    | Louis Meintjes (RSA)                   | DNF-7                                  |
| 162                                    | Jan Bakelants (BEL)                    | DNS-2                                  |
| 163                                    | Jan Hirt (CZE)                         | 82.                                    |
| 164                                    | Rein Taaramäe (EST)                    | 84.                                    |
| 165                                    | Simone Petilli (ITA)                   | 28.                                    |
| 166                                    | Alexander Evans (AUS)                  | DNF-4                                  |
| 167                                    | Jeremy Bellicaud (FRA)                 | DNF-7                                  |

| Qhubeka Assos TQA | Qhubeka Assos TQA                 | Qhubeka Assos TQA |
| ----------------- | --------------------------------- | ----------------- |
| Nr                | Kolarz                            | Miejsce           |
| 171               | Robert Power (AUS)                | DNF-7             |
| 172               | Kilian Frankiny (SUI)             | 73.               |
| 173               | Sander Armée (BEL)                | 116.              |
| 174               | Reinardt Janse van Rensburg (RSA) | 112.              |
| 175               | Connor Brown (NZL)                | 121.              |
| 176               | Karel Vacek (CZE)                 | DNF-4             |
| 177               | Sean Bennett (USA)                | 90.               |

| Israel Start-Up Nation ISN | Israel Start-Up Nation ISN   | Israel Start-Up Nation ISN |
| -------------------------- | ---------------------------- | -------------------------- |
| Nr                         | Kolarz                       | Miejsce                    |
| 181                        | Chris Froome (GBR)           | 81.                        |
| 182                        | Daniel Martin (IRL)          | 25.                        |
| 183                        | Michael Woods (CAN)          | 11.                        |
| 184                        | Daryl Impey (RSA)            | 69.                        |
| 185                        | Alexander Cataford (CAN)     | DNF-7                      |
| 186                        | Omer Goldstein (ISR) (szosa) | 108.                       |
| 187                        | Reto Hollenstein (SUI)       | 98.                        |

| Arkéa-Samsic ARK | Arkéa-Samsic ARK        | Arkéa-Samsic ARK |
| ---------------- | ----------------------- | ---------------- |
| Nr               | Kolarz                  | Miejsce          |
| 201              | Nairo Quintana (COL)    | 14.              |
| 202              | Anthony Delaplace (FRA) | 40.              |
| 203              | Łukasz Owsian (POL)     | 94.              |
| 204              | Matis Louvel (FRA)      | 120.             |
| 205              | Laurent Pichon (FRA)    | 86.              |
| 206              | Élie Gesbert (FRA)      | 30.              |
| 207              | Alan Riou (FRA)         | 130.             |

| Gazprom-RusVelo GAZ | Gazprom-RusVelo GAZ       | Gazprom-RusVelo GAZ |
| ------------------- | ------------------------- | ------------------- |
| Nr                  | Kolarz                    | Miejsce             |
| 211                 | Ilnur Zakarin (RUS)       | DNS-4               |
| 212                 | Siergiej Czerniecki (RUS) | 106.                |
| 213                 | Pawieł Koczetkow (RUS)    | 107.                |
| 214                 | Roman Kreuziger (CZE)     | 78.                 |
| 215                 | Artiom Nycz (RUS)         | 105.                |
| 216                 | Dmitrij Strachow (RUS)    | 71.                 |
| 217                 | Dienis Niekrasow (RUS)    | DNF-5               |

| Rally Cycling RLY | Rally Cycling RLY       | Rally Cycling RLY |
| ----------------- | ----------------------- | ----------------- |
| Nr                | Kolarz                  | Miejsce           |
| 221               | Joseph Rosskopf (USA)   | 115.              |
| 222               | Gavin Mannion (USA)     | 118.              |
| 223               | Colin Joyce (USA)       | 124.              |
| 224               | Ben King (USA)          | 123.              |
| 225               | Nickolas Zukowsky (CAN) | DNF-7             |
| 226               | Nathan Brown (USA)      | DNF-6             |
| 227               | Rob Britton (CAN)       | 103.              |

| Equipo Kern Pharma EKP | Equipo Kern Pharma EKP     | Equipo Kern Pharma EKP |
| ---------------------- | -------------------------- | ---------------------- |
| Nr                     | Kolarz                     | Miejsce                |
| 231                    | Martí Márquez (ESP)        | DNS-5                  |
| 232                    | Jaime Castrillo (ESP)      | DNS-5                  |
| 233                    | Francisco Galván (ESP)     | DNS-5                  |
| 234                    | Urko Berrade (ESP)         | DNS-5                  |
| 235                    | Sawwa Nowikow (RUS)        | DNS-5                  |
| 236                    | Daniel Méndez Noreña (COL) | DNS-5                  |
| 237                    | Roger Adrià (ESP)          | DNS-5                  |

| Euskaltel-Euskadi EUS | Euskaltel-Euskadi EUS    | Euskaltel-Euskadi EUS |
| --------------------- | ------------------------ | --------------------- |
| Nr                    | Kolarz                   | Miejsce               |
| 241                   | Luis Ángel Maté (ESP)    | 36.                   |
| 242                   | Antonio Jesús Soto (ESP) | 122.                  |
| 243                   | Mikel Bizkarra (ESP)     | 17.                   |
| 244                   | Juan José Lobato (ESP)   | 129.                  |
| 245                   | Joan Bou (ESP)           | DNF-7                 |
| 246                   | Mikel Iturria (ESP)      | 110.                  |
| 247                   | Gotzon Martín (ESP)      | 61.                   |

Legenda: DNF – nie ukończył etapu, OTL – przekroczył limit czasu, DNS – nie wystartował do etapu, DSQ – zdyskwalifikowany. Numer przy skrócie oznacza etap, na którym kolarz opuścił wyścig.

## Wyniki etapów

### Etap 1
| Calella - Calella | górzysty | (178,4 km) |

| \| Klasyfikacja etapu \| Klasyfikacja etapu \| Klasyfikacja etapu \| Klasyfikacja etapu \| Klasyfikacja etapu \| \| Kolarz \| Kolarz \| Państwo \| Drużyna \| Czas \| \| ------------------ \| ------------------ \| ------------------ \| ------------------- \| ------------------ \| \| 1. \| Andreas Kron \| Dania \| Lotto-Soudal \| 4h 20' 15" \| \| 2. \| Luis León Sánchez \| Hiszpania \| Astana-Premier Tech \| + 0" \| \| 3. \| Rémy Rochas \| Francja \| Cofidis \| + 0" \| \| 4. \| Lennard Kämna \| Niemcy \| Bora-Hansgrohe \| + 0" \| \| 5. \| Dion Smith \| Nowa Zelandia \| BikeExchange \| + 16" \| \| 6. \| Matej Mohorič \| Słowenia \| Bahrain Victorious \| + 16" \| \| 7. \| Ide Schelling \| Holandia \| Bora-Hansgrohe \| + 16" \| \| 8. \| Alejandro Valverde \| Hiszpania \| Movistar Team \| + 16" \| \| 9. \| Alexander Kamp \| Dania \| Trek-Segafredo \| + 16" \| \| 10. \| Michael Valgren \| Dania \| EF Education-Nippo \| + 16" \| |                    |               |                     |            |
| |                    |               |                     |            |
| Źródło: ProCyclingStats |                    |               |                     |            |
| Klasyfikacja etapu |                    |               |                     |            |
| Kolarz | Kolarz             | Państwo       | Drużyna             | Czas       |
| 1. | Andreas Kron       | Dania         | Lotto-Soudal        | 4h 20' 15" |
| 2. | Luis León Sánchez  | Hiszpania     | Astana-Premier Tech | + 0"       |
| 3. | Rémy Rochas        | Francja       | Cofidis             | + 0"       |
| 4. | Lennard Kämna      | Niemcy        | Bora-Hansgrohe      | + 0"       |
| 5. | Dion Smith         | Nowa Zelandia | BikeExchange        | + 16"      |
| 6. | Matej Mohorič      | Słowenia      | Bahrain Victorious  | + 16"      |
| 7. | Ide Schelling      | Holandia      | Bora-Hansgrohe      | + 16"      |
| 8. | Alejandro Valverde | Hiszpania     | Movistar Team       | + 16"      |
| 9. | Alexander Kamp     | Dania         | Trek-Segafredo      | + 16"      |
| 10. | Michael Valgren    | Dania         | EF Education-Nippo  | + 16"      |

| \| Klasyfikacja generalna \| Klasyfikacja generalna \| Klasyfikacja generalna \| Klasyfikacja generalna \| Klasyfikacja generalna \| \| Kolarz \| Kolarz \| Państwo \| Drużyna \| Czas \| \| ---------------------- \| ---------------------- \| ---------------------- \| ---------------------- \| ---------------------- \| \| 1. \| Andreas Kron \| Dania \| Lotto-Soudal \| 4h 20' 05" \| \| 2. \| Luis León Sánchez \| Hiszpania \| Astana-Premier Tech \| + 4" \| \| 3. \| Rémy Rochas \| Francja \| Cofidis \| + 6" \| \| 4. \| Lennard Kämna \| Niemcy \| Bora-Hansgrohe \| + 10" \| \| 5. \| Dion Smith \| Nowa Zelandia \| BikeExchange \| + 26" \| \| 6. \| Matej Mohorič \| Słowenia \| Bahrain Victorious \| + 26" \| \| 7. \| Ide Schelling \| Holandia \| Bora-Hansgrohe \| + 26" \| \| 8. \| Alejandro Valverde \| Hiszpania \| Movistar Team \| + 26" \| \| 9. \| Alexander Kamp \| Dania \| Trek-Segafredo \| + 26" \| \| 10. \| Michael Valgren \| Dania \| EF Education-Nippo \| + 26" \| |                    |               |                     |            |
| |                    |               |                     |            |
| Źródło: ProCyclingStats |                    |               |                     |            |
| Klasyfikacja generalna |                    |               |                     |            |
| Kolarz | Kolarz             | Państwo       | Drużyna             | Czas       |
| 1. | Andreas Kron       | Dania         | Lotto-Soudal        | 4h 20' 05" |
| 2. | Luis León Sánchez  | Hiszpania     | Astana-Premier Tech | + 4"       |
| 3. | Rémy Rochas        | Francja       | Cofidis             | + 6"       |
| 4. | Lennard Kämna      | Niemcy        | Bora-Hansgrohe      | + 10"      |
| 5. | Dion Smith         | Nowa Zelandia | BikeExchange        | + 26"      |
| 6. | Matej Mohorič      | Słowenia      | Bahrain Victorious  | + 26"      |
| 7. | Ide Schelling      | Holandia      | Bora-Hansgrohe      | + 26"      |
| 8. | Alejandro Valverde | Hiszpania     | Movistar Team       | + 26"      |
| 9. | Alexander Kamp     | Dania         | Trek-Segafredo      | + 26"      |
| 10. | Michael Valgren    | Dania         | EF Education-Nippo  | + 26"      |

### Etap 2
| Banyoles - Banyoles | jazda indywidualna na czas | (18,5 km) |

| \| Klasyfikacja etapu \| Klasyfikacja etapu \| Klasyfikacja etapu \| Klasyfikacja etapu \| Klasyfikacja etapu \| \| Kolarz \| Kolarz \| Państwo \| Drużyna \| Czas \| \| ------------------ \| ------------------ \| ------------------ \| --------------------- \| ------------------ \| \| 1. \| Rohan Dennis \| Australia \| Ineos Grenadiers \| 22' 27" \| \| 2. \| Rémi Cavagna \| Francja \| Deceuninck-Quick Step \| + 5" \| \| 3. \| João Almeida \| Portugalia \| Deceuninck-Quick Step \| + 28" \| \| 4. \| Brandon McNulty \| Stany Zjednoczone \| UAE Team Emirates \| + 28" \| \| 5. \| Steven Kruijswijk \| Holandia \| Jumbo-Visma \| + 33" \| \| 6. \| Richie Porte \| Australia \| Ineos Grenadiers \| + 34" \| \| 7. \| Adam Yates \| Wielka Brytania \| Ineos Grenadiers \| + 35" \| \| 8. \| Josef Černý \| Czechy \| Deceuninck-Quick Step \| + 38" \| \| 9. \| Stefan de Bod \| Południowa Afryka \| Astana-Premier Tech \| + 38" \| \| 10. \| Geraint Thomas \| Wielka Brytania \| Ineos Grenadiers \| + 47" \| |                   |                   |                       |         |
| |                   |                   |                       |         |
| Źródło: ProCyclingStats |                   |                   |                       |         |
| Klasyfikacja etapu |                   |                   |                       |         |
| Kolarz | Kolarz            | Państwo           | Drużyna               | Czas    |
| 1. | Rohan Dennis      | Australia         | Ineos Grenadiers      | 22' 27" |
| 2. | Rémi Cavagna      | Francja           | Deceuninck-Quick Step | + 5"    |
| 3. | João Almeida      | Portugalia        | Deceuninck-Quick Step | + 28"   |
| 4. | Brandon McNulty   | Stany Zjednoczone | UAE Team Emirates     | + 28"   |
| 5. | Steven Kruijswijk | Holandia          | Jumbo-Visma           | + 33"   |
| 6. | Richie Porte      | Australia         | Ineos Grenadiers      | + 34"   |
| 7. | Adam Yates        | Wielka Brytania   | Ineos Grenadiers      | + 35"   |
| 8. | Josef Černý       | Czechy            | Deceuninck-Quick Step | + 38"   |
| 9. | Stefan de Bod     | Południowa Afryka | Astana-Premier Tech   | + 38"   |
| 10. | Geraint Thomas    | Wielka Brytania   | Ineos Grenadiers      | + 47"   |

| \| Klasyfikacja generalna \| Klasyfikacja generalna \| Klasyfikacja generalna \| Klasyfikacja generalna \| Klasyfikacja generalna \| \| Kolarz \| Kolarz \| Państwo \| Drużyna \| Czas \| \| ---------------------- \| ---------------------- \| ---------------------- \| ---------------------- \| ---------------------- \| \| 1. \| João Almeida \| Portugalia \| Deceuninck-Quick Step \| 4h 43' 26" \| \| 2. \| Brandon McNulty \| Stany Zjednoczone \| UAE Team Emirates \| + 0" \| \| 3. \| Luis León Sánchez \| Hiszpania \| Astana-Premier Tech \| + 3" \| \| 4. \| Steven Kruijswijk \| Holandia \| Jumbo-Visma \| + 5" \| \| 5. \| Richie Porte \| Australia \| Ineos Grenadiers \| + 6" \| \| 6. \| Adam Yates \| Wielka Brytania \| Ineos Grenadiers \| + 7" \| \| 7. \| Stefan de Bod \| Południowa Afryka \| Astana-Premier Tech \| + 10" \| \| 8. \| Geraint Thomas \| Wielka Brytania \| Ineos Grenadiers \| + 19" \| \| 9. \| Fausto Masnada \| Włochy \| Deceuninck-Quick Step \| + 20" \| \| 10. \| Lennard Kämna \| Niemcy \| Bora-Hansgrohe \| + 21" \| |                   |                   |                       |            |
| |                   |                   |                       |            |
| Źródło: ProCyclingStats |                   |                   |                       |            |
| Klasyfikacja generalna |                   |                   |                       |            |
| Kolarz | Kolarz            | Państwo           | Drużyna               | Czas       |
| 1. | João Almeida      | Portugalia        | Deceuninck-Quick Step | 4h 43' 26" |
| 2. | Brandon McNulty   | Stany Zjednoczone | UAE Team Emirates     | + 0"       |
| 3. | Luis León Sánchez | Hiszpania         | Astana-Premier Tech   | + 3"       |
| 4. | Steven Kruijswijk | Holandia          | Jumbo-Visma           | + 5"       |
| 5. | Richie Porte      | Australia         | Ineos Grenadiers      | + 6"       |
| 6. | Adam Yates        | Wielka Brytania   | Ineos Grenadiers      | + 7"       |
| 7. | Stefan de Bod     | Południowa Afryka | Astana-Premier Tech   | + 10"      |
| 8. | Geraint Thomas    | Wielka Brytania   | Ineos Grenadiers      | + 19"      |
| 9. | Fausto Masnada    | Włochy            | Deceuninck-Quick Step | + 20"      |
| 10. | Lennard Kämna     | Niemcy            | Bora-Hansgrohe        | + 21"      |

### Etap 3
| Canal Olímpic de Catalunya - Vallter 2000 | górski | (203,1 km) |

| \| Klasyfikacja etapu \| Klasyfikacja etapu \| Klasyfikacja etapu \| Klasyfikacja etapu \| Klasyfikacja etapu \| \| Kolarz \| Kolarz \| Państwo \| Drużyna \| Czas \| \| ------------------ \| ------------------ \| ------------------ \| ---------------------- \| ------------------ \| \| 1. \| Adam Yates \| Wielka Brytania \| Ineos Grenadiers \| 5h 00' 58" \| \| 2. \| Esteban Chaves \| Kolumbia \| BikeExchange \| + 13" \| \| 3. \| Alejandro Valverde \| Hiszpania \| Movistar Team \| + 19" \| \| 4. \| Geraint Thomas \| Wielka Brytania \| Ineos Grenadiers \| + 31" \| \| 5. \| Harm Vanhoucke \| Belgia \| Lotto-Soudal \| + 31" \| \| 6. \| Sepp Kuss \| Stany Zjednoczone \| Jumbo-Visma \| + 31" \| \| 7. \| Hugh Carthy \| Wielka Brytania \| EF Education-Nippo \| + 31" \| \| 8. \| Michael Woods \| Kanada \| Israel Start-Up Nation \| + 36" \| \| 9. \| Richie Porte \| Australia \| Ineos Grenadiers \| + 36" \| \| 10. \| Giulio Ciccone \| Włochy \| Trek-Segafredo \| + 36" \| |                    |                   |                        |            |
| |                    |                   |                        |            |
| Źródło: ProCyclingStats |                    |                   |                        |            |
| Klasyfikacja etapu |                    |                   |                        |            |
| Kolarz | Kolarz             | Państwo           | Drużyna                | Czas       |
| 1. | Adam Yates         | Wielka Brytania   | Ineos Grenadiers       | 5h 00' 58" |
| 2. | Esteban Chaves     | Kolumbia          | BikeExchange           | + 13"      |
| 3. | Alejandro Valverde | Hiszpania         | Movistar Team          | + 19"      |
| 4. | Geraint Thomas     | Wielka Brytania   | Ineos Grenadiers       | + 31"      |
| 5. | Harm Vanhoucke     | Belgia            | Lotto-Soudal           | + 31"      |
| 6. | Sepp Kuss          | Stany Zjednoczone | Jumbo-Visma            | + 31"      |
| 7. | Hugh Carthy        | Wielka Brytania   | EF Education-Nippo     | + 31"      |
| 8. | Michael Woods      | Kanada            | Israel Start-Up Nation | + 36"      |
| 9. | Richie Porte       | Australia         | Ineos Grenadiers       | + 36"      |
| 10. | Giulio Ciccone     | Włochy            | Trek-Segafredo         | + 36"      |

| \| Klasyfikacja generalna \| Klasyfikacja generalna \| Klasyfikacja generalna \| Klasyfikacja generalna \| Klasyfikacja generalna \| \| Kolarz \| Kolarz \| Państwo \| Drużyna \| Czas \| \| ---------------------- \| ---------------------- \| ---------------------- \| ---------------------- \| ---------------------- \| \| 1. \| Adam Yates \| Wielka Brytania \| Ineos Grenadiers \| 9h 44' 21" \| \| 2. \| Richie Porte \| Australia \| Ineos Grenadiers \| + 45" \| \| 3. \| João Almeida \| Portugalia \| Deceuninck-Quick Step \| + 49" \| \| 4. \| Geraint Thomas \| Wielka Brytania \| Ineos Grenadiers \| + 53" \| \| 5. \| Wilco Kelderman \| Holandia \| Bora-Hansgrohe \| + 1' 03" \| \| 6. \| Alejandro Valverde \| Hiszpania \| Movistar Team \| + 1' 04" \| \| 7. \| Hugh Carthy \| Wielka Brytania \| EF Education-Nippo \| + 1' 14" \| \| 8. \| Simon Yates \| Wielka Brytania \| BikeExchange \| + 1' 21" \| \| 9. \| Esteban Chaves \| Kolumbia \| BikeExchange \| + 1' 21" \| \| 10. \| Brandon McNulty \| Stany Zjednoczone \| UAE Team Emirates \| + 1' 24" \| |                    |                   |                       |            |
| |                    |                   |                       |            |
| Źródło: ProCyclingStats |                    |                   |                       |            |
| Klasyfikacja generalna |                    |                   |                       |            |
| Kolarz | Kolarz             | Państwo           | Drużyna               | Czas       |
| 1. | Adam Yates         | Wielka Brytania   | Ineos Grenadiers      | 9h 44' 21" |
| 2. | Richie Porte       | Australia         | Ineos Grenadiers      | + 45"      |
| 3. | João Almeida       | Portugalia        | Deceuninck-Quick Step | + 49"      |
| 4. | Geraint Thomas     | Wielka Brytania   | Ineos Grenadiers      | + 53"      |
| 5. | Wilco Kelderman    | Holandia          | Bora-Hansgrohe        | + 1' 03"   |
| 6. | Alejandro Valverde | Hiszpania         | Movistar Team         | + 1' 04"   |
| 7. | Hugh Carthy        | Wielka Brytania   | EF Education-Nippo    | + 1' 14"   |
| 8. | Simon Yates        | Wielka Brytania   | BikeExchange          | + 1' 21"   |
| 9. | Esteban Chaves     | Kolumbia          | BikeExchange          | + 1' 21"   |
| 10. | Brandon McNulty    | Stany Zjednoczone | UAE Team Emirates     | + 1' 24"   |

### Etap 4
| Ripoll - Port Ainé | górski | (166,5 km) |

| \| Klasyfikacja etapu \| Klasyfikacja etapu \| Klasyfikacja etapu \| Klasyfikacja etapu \| Klasyfikacja etapu \| \| Kolarz \| Kolarz \| Państwo \| Drużyna \| Czas \| \| ------------------ \| ------------------ \| ------------------ \| ---------------------- \| ------------------ \| \| 1. \| Esteban Chaves \| Kolumbia \| BikeExchange \| 4h 29' 47" \| \| 2. \| Michael Woods \| Kanada \| Israel Start-Up Nation \| + 7" \| \| 3. \| Geraint Thomas \| Wielka Brytania \| Ineos Grenadiers \| + 7" \| \| 4. \| Adam Yates \| Wielka Brytania \| Ineos Grenadiers \| + 7" \| \| 5. \| Sepp Kuss \| Stany Zjednoczone \| Jumbo-Visma \| + 7" \| \| 6. \| Alejandro Valverde \| Hiszpania \| Movistar Team \| + 7" \| \| 7. \| Richie Porte \| Australia \| Ineos Grenadiers \| + 7" \| \| 8. \| Wilco Kelderman \| Holandia \| Bora-Hansgrohe \| + 7" \| \| 9. \| Nairo Quintana \| Kolumbia \| Arkéa-Samsic \| + 7" \| \| 10. \| Lucas Hamilton \| Australia \| BikeExchange \| + 7" \| |                    |                   |                        |            |
| |                    |                   |                        |            |
| Źródło: ProCyclingStats |                    |                   |                        |            |
| Klasyfikacja etapu |                    |                   |                        |            |
| Kolarz | Kolarz             | Państwo           | Drużyna                | Czas       |
| 1. | Esteban Chaves     | Kolumbia          | BikeExchange           | 4h 29' 47" |
| 2. | Michael Woods      | Kanada            | Israel Start-Up Nation | + 7"       |
| 3. | Geraint Thomas     | Wielka Brytania   | Ineos Grenadiers       | + 7"       |
| 4. | Adam Yates         | Wielka Brytania   | Ineos Grenadiers       | + 7"       |
| 5. | Sepp Kuss          | Stany Zjednoczone | Jumbo-Visma            | + 7"       |
| 6. | Alejandro Valverde | Hiszpania         | Movistar Team          | + 7"       |
| 7. | Richie Porte       | Australia         | Ineos Grenadiers       | + 7"       |
| 8. | Wilco Kelderman    | Holandia          | Bora-Hansgrohe         | + 7"       |
| 9. | Nairo Quintana     | Kolumbia          | Arkéa-Samsic           | + 7"       |
| 10. | Lucas Hamilton     | Australia         | BikeExchange           | + 7"       |

| \| Klasyfikacja generalna \| Klasyfikacja generalna \| Klasyfikacja generalna \| Klasyfikacja generalna \| Klasyfikacja generalna \| \| Kolarz \| Kolarz \| Państwo \| Drużyna \| Czas \| \| ---------------------- \| ---------------------- \| ---------------------- \| ---------------------- \| ---------------------- \| \| 1. \| Adam Yates \| Wielka Brytania \| Ineos Grenadiers \| 14h 14' 15" \| \| 2. \| Richie Porte \| Australia \| Ineos Grenadiers \| + 45" \| \| 3. \| Geraint Thomas \| Wielka Brytania \| Ineos Grenadiers \| + 49" \| \| 4. \| Alejandro Valverde \| Hiszpania \| Movistar Team \| + 1' 03" \| \| 5. \| Wilco Kelderman \| Holandia \| Bora-Hansgrohe \| + 1' 03" \| \| 6. \| Esteban Chaves \| Kolumbia \| BikeExchange \| + 1' 04" \| \| 7. \| João Almeida \| Portugalia \| Deceuninck-Quick Step \| + 1' 07" \| \| 8. \| Hugh Carthy \| Wielka Brytania \| EF Education-Nippo \| + 1' 20" \| \| 9. \| Sepp Kuss \| Stany Zjednoczone \| Jumbo-Visma \| + 1' 29" \| \| 10. \| Simon Yates \| Wielka Brytania \| BikeExchange \| + 1' 32" \| |                    |                   |                       |             |
| |                    |                   |                       |             |
| Źródło: ProCyclingStats |                    |                   |                       |             |
| Klasyfikacja generalna |                    |                   |                       |             |
| Kolarz | Kolarz             | Państwo           | Drużyna               | Czas        |
| 1. | Adam Yates         | Wielka Brytania   | Ineos Grenadiers      | 14h 14' 15" |
| 2. | Richie Porte       | Australia         | Ineos Grenadiers      | + 45"       |
| 3. | Geraint Thomas     | Wielka Brytania   | Ineos Grenadiers      | + 49"       |
| 4. | Alejandro Valverde | Hiszpania         | Movistar Team         | + 1' 03"    |
| 5. | Wilco Kelderman    | Holandia          | Bora-Hansgrohe        | + 1' 03"    |
| 6. | Esteban Chaves     | Kolumbia          | BikeExchange          | + 1' 04"    |
| 7. | João Almeida       | Portugalia        | Deceuninck-Quick Step | + 1' 07"    |
| 8. | Hugh Carthy        | Wielka Brytania   | EF Education-Nippo    | + 1' 20"    |
| 9. | Sepp Kuss          | Stany Zjednoczone | Jumbo-Visma           | + 1' 29"    |
| 10. | Simon Yates        | Wielka Brytania   | BikeExchange          | + 1' 32"    |

### Etap 5
| La Pobla de Segur - Manresa | górzysty | (201,1 km) |

| \| Klasyfikacja etapu \| Klasyfikacja etapu \| Klasyfikacja etapu \| Klasyfikacja etapu \| Klasyfikacja etapu \| \| Kolarz \| Kolarz \| Państwo \| Drużyna \| Czas \| \| ------------------ \| ------------------ \| ------------------ \| ---------------------- \| ------------------ \| \| 1. \| Lennard Kämna \| Niemcy \| Bora-Hansgrohe \| 4h 29' 13" \| \| 2. \| Ruben Guerreiro \| Portugalia \| EF Education-Nippo \| + 39" \| \| 3. \| Mikel Bizkarra \| Hiszpania \| Euskaltel-Euskadi \| + 42" \| \| 4. \| Dion Smith \| Nowa Zelandia \| BikeExchange \| + 44" \| \| 5. \| Daniel Martin \| Irlandia \| Israel Start-Up Nation \| + 44" \| \| 6. \| Matej Mohorič \| Słowenia \| Bahrain Victorious \| + 44" \| \| 7. \| James Knox \| Wielka Brytania \| Deceuninck-Quick Step \| + 44" \| \| 8. \| Attila Valter \| Węgry \| Groupama-FDJ \| + 44" \| \| 9. \| Rigoberto Urán \| Kolumbia \| EF Education-Nippo \| + 44" \| \| 10. \| Steven Kruijswijk \| Holandia \| Jumbo-Visma \| + 44" \| |                   |                 |                        |            |
| |                   |                 |                        |            |
| Źródło: ProCyclingStats |                   |                 |                        |            |
| Klasyfikacja etapu |                   |                 |                        |            |
| Kolarz | Kolarz            | Państwo         | Drużyna                | Czas       |
| 1. | Lennard Kämna     | Niemcy          | Bora-Hansgrohe         | 4h 29' 13" |
| 2. | Ruben Guerreiro   | Portugalia      | EF Education-Nippo     | + 39"      |
| 3. | Mikel Bizkarra    | Hiszpania       | Euskaltel-Euskadi      | + 42"      |
| 4. | Dion Smith        | Nowa Zelandia   | BikeExchange           | + 44"      |
| 5. | Daniel Martin     | Irlandia        | Israel Start-Up Nation | + 44"      |
| 6. | Matej Mohorič     | Słowenia        | Bahrain Victorious     | + 44"      |
| 7. | James Knox        | Wielka Brytania | Deceuninck-Quick Step  | + 44"      |
| 8. | Attila Valter     | Węgry           | Groupama-FDJ           | + 44"      |
| 9. | Rigoberto Urán    | Kolumbia        | EF Education-Nippo     | + 44"      |
| 10. | Steven Kruijswijk | Holandia        | Jumbo-Visma            | + 44"      |

| \| Klasyfikacja generalna \| Klasyfikacja generalna \| Klasyfikacja generalna \| Klasyfikacja generalna \| Klasyfikacja generalna \| \| Kolarz \| Kolarz \| Państwo \| Drużyna \| Czas \| \| ---------------------- \| ---------------------- \| ---------------------- \| ---------------------- \| ---------------------- \| \| 1. \| Adam Yates \| Wielka Brytania \| Ineos Grenadiers \| 18h 45' 27" \| \| 2. \| Richie Porte \| Australia \| Ineos Grenadiers \| + 45" \| \| 3. \| Geraint Thomas \| Wielka Brytania \| Ineos Grenadiers \| + 49" \| \| 4. \| Alejandro Valverde \| Hiszpania \| Movistar Team \| + 1' 03" \| \| 5. \| Wilco Kelderman \| Holandia \| Bora-Hansgrohe \| + 1' 03" \| \| 6. \| Esteban Chaves \| Kolumbia \| BikeExchange \| + 1' 04" \| \| 7. \| João Almeida \| Portugalia \| Deceuninck-Quick Step \| + 1' 07" \| \| 8. \| Hugh Carthy \| Wielka Brytania \| EF Education-Nippo \| + 1' 20" \| \| 9. \| Sepp Kuss \| Stany Zjednoczone \| Jumbo-Visma \| + 1' 29" \| \| 10. \| Simon Yates \| Wielka Brytania \| BikeExchange \| + 1' 32" \| |                    |                   |                       |             |
| |                    |                   |                       |             |
| Źródło: ProCyclingStats |                    |                   |                       |             |
| Klasyfikacja generalna |                    |                   |                       |             |
| Kolarz | Kolarz             | Państwo           | Drużyna               | Czas        |
| 1. | Adam Yates         | Wielka Brytania   | Ineos Grenadiers      | 18h 45' 27" |
| 2. | Richie Porte       | Australia         | Ineos Grenadiers      | + 45"       |
| 3. | Geraint Thomas     | Wielka Brytania   | Ineos Grenadiers      | + 49"       |
| 4. | Alejandro Valverde | Hiszpania         | Movistar Team         | + 1' 03"    |
| 5. | Wilco Kelderman    | Holandia          | Bora-Hansgrohe        | + 1' 03"    |
| 6. | Esteban Chaves     | Kolumbia          | BikeExchange          | + 1' 04"    |
| 7. | João Almeida       | Portugalia        | Deceuninck-Quick Step | + 1' 07"    |
| 8. | Hugh Carthy        | Wielka Brytania   | EF Education-Nippo    | + 1' 20"    |
| 9. | Sepp Kuss          | Stany Zjednoczone | Jumbo-Visma           | + 1' 29"    |
| 10. | Simon Yates        | Wielka Brytania   | BikeExchange          | + 1' 32"    |

### Etap 6
| Tarragona - Mataró | pagórkowaty | (193,8 km) |

| \| Klasyfikacja etapu \| Klasyfikacja etapu \| Klasyfikacja etapu \| Klasyfikacja etapu \| Klasyfikacja etapu \| \| Kolarz \| Kolarz \| Państwo \| Drużyna \| Czas \| \| ------------------ \| --------------------------- \| ------------------ \| ---------------------- \| ------------------ \| \| 1. \| Peter Sagan \| Słowacja \| Bora-Hansgrohe \| 4h 23' 18" \| \| 2. \| Daryl Impey \| Południowa Afryka \| Israel Start-Up Nation \| + 0" \| \| 3. \| Juan Sebastián Molano \| Kolumbia \| UAE Team Emirates \| + 0" \| \| 4. \| Reinardt Janse van Rensburg \| Południowa Afryka \| Qhubeka Assos \| + 0" \| \| 5. \| Alexander Kamp \| Dania \| Trek-Segafredo \| + 0" \| \| 6. \| Clément Venturini \| Francja \| AG2R Citroën Team \| + 0" \| \| 7. \| Max Kanter \| Niemcy \| Team DSM \| + 0" \| \| 8. \| João Almeida \| Portugalia \| Deceuninck-Quick Step \| + 0" \| \| 9. \| Michael Valgren \| Dania \| EF Education-Nippo \| + 0" \| \| 10. \| Maxim Van Gils \| Belgia \| Lotto-Soudal \| + 0" \| |                             |                   |                        |            |
| |                             |                   |                        |            |
| Źródło: ProCyclingStats |                             |                   |                        |            |
| Klasyfikacja etapu |                             |                   |                        |            |
| Kolarz | Kolarz                      | Państwo           | Drużyna                | Czas       |
| 1. | Peter Sagan                 | Słowacja          | Bora-Hansgrohe         | 4h 23' 18" |
| 2. | Daryl Impey                 | Południowa Afryka | Israel Start-Up Nation | + 0"       |
| 3. | Juan Sebastián Molano       | Kolumbia          | UAE Team Emirates      | + 0"       |
| 4. | Reinardt Janse van Rensburg | Południowa Afryka | Qhubeka Assos          | + 0"       |
| 5. | Alexander Kamp              | Dania             | Trek-Segafredo         | + 0"       |
| 6. | Clément Venturini           | Francja           | AG2R Citroën Team      | + 0"       |
| 7. | Max Kanter                  | Niemcy            | Team DSM               | + 0"       |
| 8. | João Almeida                | Portugalia        | Deceuninck-Quick Step  | + 0"       |
| 9. | Michael Valgren             | Dania             | EF Education-Nippo     | + 0"       |
| 10. | Maxim Van Gils              | Belgia            | Lotto-Soudal           | + 0"       |

| \| Klasyfikacja generalna \| Klasyfikacja generalna \| Klasyfikacja generalna \| Klasyfikacja generalna \| Klasyfikacja generalna \| \| Kolarz \| Kolarz \| Państwo \| Drużyna \| Czas \| \| ---------------------- \| ---------------------- \| ---------------------- \| ---------------------- \| ---------------------- \| \| 1. \| Adam Yates \| Wielka Brytania \| Ineos Grenadiers \| 23h 08' 45" \| \| 2. \| Richie Porte \| Australia \| Ineos Grenadiers \| + 45" \| \| 3. \| Geraint Thomas \| Wielka Brytania \| Ineos Grenadiers \| + 49" \| \| 4. \| Alejandro Valverde \| Hiszpania \| Movistar Team \| + 1' 03" \| \| 5. \| Wilco Kelderman \| Holandia \| Bora-Hansgrohe \| + 1' 03" \| \| 6. \| Esteban Chaves \| Kolumbia \| BikeExchange \| + 1' 04" \| \| 7. \| João Almeida \| Portugalia \| Deceuninck-Quick Step \| + 1' 07" \| \| 8. \| Hugh Carthy \| Wielka Brytania \| EF Education-Nippo \| + 1' 20" \| \| 9. \| Sepp Kuss \| Stany Zjednoczone \| Jumbo-Visma \| + 1' 29" \| \| 10. \| Simon Yates \| Wielka Brytania \| BikeExchange \| + 1' 32" \| |                    |                   |                       |             |
| |                    |                   |                       |             |
| Źródło: ProCyclingStats |                    |                   |                       |             |
| Klasyfikacja generalna |                    |                   |                       |             |
| Kolarz | Kolarz             | Państwo           | Drużyna               | Czas        |
| 1. | Adam Yates         | Wielka Brytania   | Ineos Grenadiers      | 23h 08' 45" |
| 2. | Richie Porte       | Australia         | Ineos Grenadiers      | + 45"       |
| 3. | Geraint Thomas     | Wielka Brytania   | Ineos Grenadiers      | + 49"       |
| 4. | Alejandro Valverde | Hiszpania         | Movistar Team         | + 1' 03"    |
| 5. | Wilco Kelderman    | Holandia          | Bora-Hansgrohe        | + 1' 03"    |
| 6. | Esteban Chaves     | Kolumbia          | BikeExchange          | + 1' 04"    |
| 7. | João Almeida       | Portugalia        | Deceuninck-Quick Step | + 1' 07"    |
| 8. | Hugh Carthy        | Wielka Brytania   | EF Education-Nippo    | + 1' 20"    |
| 9. | Sepp Kuss          | Stany Zjednoczone | Jumbo-Visma           | + 1' 29"    |
| 10. | Simon Yates        | Wielka Brytania   | BikeExchange          | + 1' 32"    |

### Etap 7
| Barcelona - Barcelona | górzysty | (133 km) |

| \| Klasyfikacja etapu \| Klasyfikacja etapu \| Klasyfikacja etapu \| Klasyfikacja etapu \| Klasyfikacja etapu \| \| Kolarz \| Kolarz \| Państwo \| Drużyna \| Czas \| \| ------------------ \| --------------------- \| ------------------ \| ---------------------- \| ------------------ \| \| 1. \| Thomas De Gendt \| Belgia \| Lotto-Soudal \| 3h 06' 10" \| \| 2. \| Matej Mohorič \| Słowenia \| Bahrain Victorious \| + 22" \| \| 3. \| Attila Valter \| Węgry \| Groupama-FDJ \| + 1' 42" \| \| 4. \| Sébastien Reichenbach \| Szwajcaria \| Groupama-FDJ \| + 1' 46" \| \| 5. \| Alejandro Valverde \| Hiszpania \| Movistar Team \| + 1' 46" \| \| 6. \| Michael Woods \| Kanada \| Israel Start-Up Nation \| + 1' 46" \| \| 7. \| Marc Hirschi \| Szwajcaria \| UAE Team Emirates \| + 1' 46" \| \| 8. \| João Almeida \| Portugalia \| Deceuninck-Quick Step \| + 1' 46" \| \| 9. \| Adam Yates \| Wielka Brytania \| Ineos Grenadiers \| + 1' 46" \| \| 10. \| Clément Champoussin \| Francja \| AG2R Citroën Team \| + 1' 46" \| |                       |                 |                        |            |
| |                       |                 |                        |            |
| Źródło: ProCyclingStats |                       |                 |                        |            |
| Klasyfikacja etapu |                       |                 |                        |            |
| Kolarz | Kolarz                | Państwo         | Drużyna                | Czas       |
| 1. | Thomas De Gendt       | Belgia          | Lotto-Soudal           | 3h 06' 10" |
| 2. | Matej Mohorič         | Słowenia        | Bahrain Victorious     | + 22"      |
| 3. | Attila Valter         | Węgry           | Groupama-FDJ           | + 1' 42"   |
| 4. | Sébastien Reichenbach | Szwajcaria      | Groupama-FDJ           | + 1' 46"   |
| 5. | Alejandro Valverde    | Hiszpania       | Movistar Team          | + 1' 46"   |
| 6. | Michael Woods         | Kanada          | Israel Start-Up Nation | + 1' 46"   |
| 7. | Marc Hirschi          | Szwajcaria      | UAE Team Emirates      | + 1' 46"   |
| 8. | João Almeida          | Portugalia      | Deceuninck-Quick Step  | + 1' 46"   |
| 9. | Adam Yates            | Wielka Brytania | Ineos Grenadiers       | + 1' 46"   |
| 10. | Clément Champoussin   | Francja         | AG2R Citroën Team      | + 1' 46"   |

## Klasyfikacje

### Klasyfikacja generalna
| \| Klasyfikacja generalna \| Klasyfikacja generalna \| Klasyfikacja generalna \| Klasyfikacja generalna \| Klasyfikacja generalna \| \| Kolarz \| Kolarz \| Państwo \| Drużyna \| Czas \| \| ---------------------- \| ---------------------- \| ---------------------- \| ---------------------- \| ---------------------- \| \| 1. \| Adam Yates \| Wielka Brytania \| Ineos Grenadiers \| 26h 16' 41" \| \| 2. \| Richie Porte \| Australia \| Ineos Grenadiers \| + 45" \| \| 3. \| Geraint Thomas \| Wielka Brytania \| Ineos Grenadiers \| + 49" \| \| 4. \| Alejandro Valverde \| Hiszpania \| Movistar Team \| + 1' 03" \| \| 5. \| Wilco Kelderman \| Holandia \| Bora-Hansgrohe \| + 1' 03" \| \| 6. \| Esteban Chaves \| Kolumbia \| BikeExchange \| + 1' 04" \| \| 7. \| João Almeida \| Portugalia \| Deceuninck-Quick Step \| + 1' 05" \| \| 8. \| Hugh Carthy \| Wielka Brytania \| EF Education-Nippo \| + 1' 20" \| \| 9. \| Simon Yates \| Wielka Brytania \| BikeExchange \| + 1' 32" \| \| 10. \| Lucas Hamilton \| Australia \| BikeExchange \| + 1' 35" \| |                    |                 |                       |             |
| |                    |                 |                       |             |
| Źródło: ProCyclingStats |                    |                 |                       |             |
| Klasyfikacja generalna |                    |                 |                       |             |
| Kolarz | Kolarz             | Państwo         | Drużyna               | Czas        |
| 1. | Adam Yates         | Wielka Brytania | Ineos Grenadiers      | 26h 16' 41" |
| 2. | Richie Porte       | Australia       | Ineos Grenadiers      | + 45"       |
| 3. | Geraint Thomas     | Wielka Brytania | Ineos Grenadiers      | + 49"       |
| 4. | Alejandro Valverde | Hiszpania       | Movistar Team         | + 1' 03"    |
| 5. | Wilco Kelderman    | Holandia        | Bora-Hansgrohe        | + 1' 03"    |
| 6. | Esteban Chaves     | Kolumbia        | BikeExchange          | + 1' 04"    |
| 7. | João Almeida       | Portugalia      | Deceuninck-Quick Step | + 1' 05"    |
| 8. | Hugh Carthy        | Wielka Brytania | EF Education-Nippo    | + 1' 20"    |
| 9. | Simon Yates        | Wielka Brytania | BikeExchange          | + 1' 32"    |
| 10. | Lucas Hamilton     | Australia       | BikeExchange          | + 1' 35"    |

| Klasyfikacja punktowa | Klasyfikacja punktowa | Klasyfikacja punktowa | Klasyfikacja punktowa  | Klasyfikacja punktowa |
| Kolarz                | Kolarz                | Państwo               | Drużyna                | Punkty                |
| --------------------- | --------------------- | --------------------- | ---------------------- | --------------------- |
| 1.                    | Esteban Chaves        | Kolumbia              | BikeExchange           | 16 pkt                |
| 2.                    | Thomas De Gendt       | Belgia                | Lotto-Soudal           | 13 pkt                |
| 3.                    | Peter Sagan           | Słowacja              | Bora-Hansgrohe         | 13 pkt                |
| 4.                    | Rohan Dennis          | Australia             | Ineos Grenadiers       | 11 pkt                |
| 5.                    | Adam Yates            | Wielka Brytania       | Ineos Grenadiers       | 10 pkt                |
| 6.                    | Lennard Kämna         | Niemcy                | Bora-Hansgrohe         | 10 pkt                |
| 7.                    | Rémi Cavagna          | Francja               | Deceuninck-Quick Step  | 9 pkt                 |
| 8.                    | Natnael Berhane       | Erytrea               | Cofidis                | 6 pkt                 |
| 9.                    | João Almeida          | Portugalia            | Deceuninck-Quick Step  | 6 pkt                 |
| 10.                   | Michael Woods         | Kanada                | Israel Start-Up Nation | 6 pkt                 |

| Klasyfikacja punktowa | Klasyfikacja punktowa | Klasyfikacja punktowa | Klasyfikacja punktowa  | Klasyfikacja punktowa |
| Kolarz                | Kolarz                | Państwo               | Drużyna                | Punkty                |
| --------------------- | --------------------- | --------------------- | ---------------------- | --------------------- |
| 1.                    | Esteban Chaves        | Kolumbia              | BikeExchange           | 16 pkt                |
| 2.                    | Thomas De Gendt       | Belgia                | Lotto-Soudal           | 13 pkt                |
| 3.                    | Peter Sagan           | Słowacja              | Bora-Hansgrohe         | 13 pkt                |
| 4.                    | Rohan Dennis          | Australia             | Ineos Grenadiers       | 11 pkt                |
| 5.                    | Adam Yates            | Wielka Brytania       | Ineos Grenadiers       | 10 pkt                |
| 6.                    | Lennard Kämna         | Niemcy                | Bora-Hansgrohe         | 10 pkt                |
| 7.                    | Rémi Cavagna          | Francja               | Deceuninck-Quick Step  | 9 pkt                 |
| 8.                    | Natnael Berhane       | Erytrea               | Cofidis                | 6 pkt                 |
| 9.                    | João Almeida          | Portugalia            | Deceuninck-Quick Step  | 6 pkt                 |
| 10.                   | Michael Woods         | Kanada                | Israel Start-Up Nation | 6 pkt                 |

| Klasyfikacja górska | Klasyfikacja górska | Klasyfikacja górska | Klasyfikacja górska    | Klasyfikacja górska |
| Kolarz              | Kolarz              | Państwo             | Drużyna                | Punkty              |
| ------------------- | ------------------- | ------------------- | ---------------------- | ------------------- |
| 1.                  | Esteban Chaves      | Kolumbia            | BikeExchange           | 50 pkt              |
| 2.                  | Adam Yates          | Wielka Brytania     | Ineos Grenadiers       | 40 pkt              |
| 3.                  | Thomas De Gendt     | Belgia              | Lotto-Soudal           | 38 pkt              |
| 4.                  | Koen Bouwman        | Holandia            | Jumbo-Visma            | 35 pkt              |
| 5.                  | Geraint Thomas      | Wielka Brytania     | Ineos Grenadiers       | 30 pkt              |
| 6.                  | Alejandro Valverde  | Hiszpania           | Movistar Team          | 28 pkt              |
| 7.                  | Lennard Kämna       | Niemcy              | Bora-Hansgrohe         | 27 pkt              |
| 8.                  | Michael Woods       | Kanada              | Israel Start-Up Nation | 26 pkt              |
| 9.                  | Sepp Kuss           | Stany Zjednoczone   | Jumbo-Visma            | 23 pkt              |
| 10.                 | Matej Mohorič       | Słowenia            | Bahrain Victorious     | 21 pkt              |

| Klasyfikacja górska | Klasyfikacja górska | Klasyfikacja górska | Klasyfikacja górska    | Klasyfikacja górska |
| Kolarz              | Kolarz              | Państwo             | Drużyna                | Punkty              |
| ------------------- | ------------------- | ------------------- | ---------------------- | ------------------- |
| 1.                  | Esteban Chaves      | Kolumbia            | BikeExchange           | 50 pkt              |
| 2.                  | Adam Yates          | Wielka Brytania     | Ineos Grenadiers       | 40 pkt              |
| 3.                  | Thomas De Gendt     | Belgia              | Lotto-Soudal           | 38 pkt              |
| 4.                  | Koen Bouwman        | Holandia            | Jumbo-Visma            | 35 pkt              |
| 5.                  | Geraint Thomas      | Wielka Brytania     | Ineos Grenadiers       | 30 pkt              |
| 6.                  | Alejandro Valverde  | Hiszpania           | Movistar Team          | 28 pkt              |
| 7.                  | Lennard Kämna       | Niemcy              | Bora-Hansgrohe         | 27 pkt              |
| 8.                  | Michael Woods       | Kanada              | Israel Start-Up Nation | 26 pkt              |
| 9.                  | Sepp Kuss           | Stany Zjednoczone   | Jumbo-Visma            | 23 pkt              |
| 10.                 | Matej Mohorič       | Słowenia            | Bahrain Victorious     | 21 pkt              |

| Klasyfikacja młodzieżowa | Klasyfikacja młodzieżowa | Klasyfikacja młodzieżowa | Klasyfikacja młodzieżowa | Klasyfikacja młodzieżowa |
| Kolarz                   | Kolarz                   | Państwo                  | Drużyna                  | Czas                     |
| ------------------------ | ------------------------ | ------------------------ | ------------------------ | ------------------------ |
| 1.                       | João Almeida             | Portugalia               | Deceuninck-Quick Step    | 26h 17' 46"              |
| 2.                       | Lucas Hamilton           | Australia                | BikeExchange             | + 30"                    |
| 3.                       | Brandon McNulty          | Stany Zjednoczone        | UAE Team Emirates        | + 1' 14"                 |
| 4.                       | Harm Vanhoucke           | Belgia                   | Lotto-Soudal             | + 4' 09"                 |
| 5.                       | Santiago Buitrago        | Kolumbia                 | Bahrain Victorious       | + 4' 52"                 |
| 6.                       | Lennard Kämna            | Niemcy                   | Bora-Hansgrohe           | + 17' 40"                |
| 7.                       | Attila Valter            | Węgry                    | Groupama-FDJ             | + 26' 41"                |
| 8.                       | Callum Scotson           | Australia                | BikeExchange             | + 28' 08"                |
| 9.                       | Clément Champoussin      | Francja                  | AG2R Citroën Team        | + 31' 00"                |
| 10.                      | Marc Hirschi             | Szwajcaria               | UAE Team Emirates        | + 33' 34"                |

| Klasyfikacja młodzieżowa | Klasyfikacja młodzieżowa | Klasyfikacja młodzieżowa | Klasyfikacja młodzieżowa | Klasyfikacja młodzieżowa |
| Kolarz                   | Kolarz                   | Państwo                  | Drużyna                  | Czas                     |
| ------------------------ | ------------------------ | ------------------------ | ------------------------ | ------------------------ |
| 1.                       | João Almeida             | Portugalia               | Deceuninck-Quick Step    | 26h 17' 46"              |
| 2.                       | Lucas Hamilton           | Australia                | BikeExchange             | + 30"                    |
| 3.                       | Brandon McNulty          | Stany Zjednoczone        | UAE Team Emirates        | + 1' 14"                 |
| 4.                       | Harm Vanhoucke           | Belgia                   | Lotto-Soudal             | + 4' 09"                 |
| 5.                       | Santiago Buitrago        | Kolumbia                 | Bahrain Victorious       | + 4' 52"                 |
| 6.                       | Lennard Kämna            | Niemcy                   | Bora-Hansgrohe           | + 17' 40"                |
| 7.                       | Attila Valter            | Węgry                    | Groupama-FDJ             | + 26' 41"                |
| 8.                       | Callum Scotson           | Australia                | BikeExchange             | + 28' 08"                |
| 9.                       | Clément Champoussin      | Francja                  | AG2R Citroën Team        | + 31' 00"                |
| 10.                      | Marc Hirschi             | Szwajcaria               | UAE Team Emirates        | + 33' 34"                |

| Klasyfikacja drużynowa | Klasyfikacja drużynowa | Klasyfikacja drużynowa       | Klasyfikacja drużynowa |
| Drużyna                | Drużyna                | Państwo                      | Czas                   |
| ---------------------- | ---------------------- | ---------------------------- | ---------------------- |
| 1.                     | Ineos Grenadiers       | Wielka Brytania              | 78h 51' 04"            |
| 2.                     | Team BikeExchange      | Australia                    | + 36"                  |
| 3.                     | Movistar Team          | Hiszpania                    | + 14' 11"              |
| 4.                     | Jumbo-Visma            | Holandia                     | + 26' 10"              |
| 5.                     | EF Education-Nippo     | Stany Zjednoczone            | + 26' 48"              |
| 6.                     | Deceuninck-Quick Step  | Belgia                       | + 27' 21"              |
| 7.                     | UAE Team Emirates      | Zjednoczone Emiraty Arabskie | + 31' 42"              |
| 8.                     | Bora-Hansgrohe         | Niemcy                       | + 35' 41"              |
| 9.                     | Euskaltel-Euskadi      | Hiszpania                    | + 41' 26"              |
| 10.                    | Trek-Segafredo         | Stany Zjednoczone            | + 42' 47"              |

| Klasyfikacja drużynowa | Klasyfikacja drużynowa | Klasyfikacja drużynowa       | Klasyfikacja drużynowa |
| Drużyna                | Drużyna                | Państwo                      | Czas                   |
| ---------------------- | ---------------------- | ---------------------------- | ---------------------- |
| 1.                     | Ineos Grenadiers       | Wielka Brytania              | 78h 51' 04"            |
| 2.                     | Team BikeExchange      | Australia                    | + 36"                  |
| 3.                     | Movistar Team          | Hiszpania                    | + 14' 11"              |
| 4.                     | Jumbo-Visma            | Holandia                     | + 26' 10"              |
| 5.                     | EF Education-Nippo     | Stany Zjednoczone            | + 26' 48"              |
| 6.                     | Deceuninck-Quick Step  | Belgia                       | + 27' 21"              |
| 7.                     | UAE Team Emirates      | Zjednoczone Emiraty Arabskie | + 31' 42"              |
| 8.                     | Bora-Hansgrohe         | Niemcy                       | + 35' 41"              |
| 9.                     | Euskaltel-Euskadi      | Hiszpania                    | + 41' 26"              |
| 10.                    | Trek-Segafredo         | Stany Zjednoczone            | + 42' 47"              |

### Liderzy klasyfikacji
| Etap   |                            | Pierwsze miejsce _ | Klasyfikacja generalna | Punktowa       | Górska           | Młodzieżowa  | Najaktywniejszych | Drużynowa           |
| ------ | -------------------------- | ------------------ | ---------------------- | -------------- | ---------------- | ------------ | ----------------- | ------------------- |
| 1      | górzysty                   | Andreas Kron       | Andreas Kron           | Andreas Kron   | Sylvain Moniquet | Andreas Kron | Sylvain Moniquet  | Astana-Premier Tech |
| 2      | jazda indywidualna na czas | Rohan Dennis       | João Almeida           | Andreas Kron   | Sylvain Moniquet | João Almeida | brak danych       | Ineos Grenadiers    |
| 3      | górski                     | Adam Yates         | Adam Yates             | Adam Yates     | Adam Yates       | João Almeida | Francisco Galván  | Ineos Grenadiers    |
| 4      | górski                     | Esteban Chaves     | Adam Yates             | Esteban Chaves | Esteban Chaves   | João Almeida | Lennard Kämna     | Ineos Grenadiers    |
| 5      | górzysty                   | Lennard Kämna      | Adam Yates             | Esteban Chaves | Esteban Chaves   | João Almeida | Rémi Cavagna      | Ineos Grenadiers    |
| 6      | pagórkowaty                | Peter Sagan        | Adam Yates             | Esteban Chaves | Esteban Chaves   | João Almeida | Matej Mohorič     | Ineos Grenadiers    |
| 7      | górzysty                   | Thomas De Gendt    | Adam Yates             | Esteban Chaves | Esteban Chaves   | João Almeida | Thomas De Gendt   | Ineos Grenadiers    |
| Koniec | Koniec                     |                    | Adam Yates             | Esteban Chaves | Esteban Chaves   | João Almeida | Thomas De Gendt   | Ineos Grenadiers    |